# Alopua Petoa
Alopua Petoa (ur. 24 stycznia 1990 w Yaren) – tuwalski piłkarz grający na pozycji napastnika w klubie FC Nanumaga. Jest jednym z doświadczonych zawodników w historii tuwalskiego sportu.

## Kariera klubowa
Petoa urodził się w Nauru, ale od początku zagrał w FC Tofaga, z czego miał 16 lat. Następnie przeniósł się do holenderskiego klubu RKVV Brabantia, gdzie zaliczył świetne treningu, następnie w nowozelandzkim klubie Waitakere City FC, gdzie nie zagrał ani jednego meczu. Ponownie zagrał w FC Tofaga, ale w latach 2014–2019. Od 2019 roku gra w tuwalskim klubie FC Nanumaga.

## Kariera reprezentacyjna
Petoa zagrał we wszystkich czterech meczach podczas Igrzysk Pacyfiku 2011. Był podstawowym zawodnikiem, którym jest dziś. Zagrał także w jeszcze w dwóch edycjach (2017, 2019). Stanowi konkurencję dla Lutelu Tiute, także tuwalskiego piłkarza. Jego rekord wyrównał były tuwalski kapitan drużyny, Mau Penisula.